# Frederik Winther
Frederik Franck Winther (4 aprile 2001) è un calciatore danese, difensore dell'Hammarby.

## Caratteristiche tecniche
È un difensore centrale.

## Carriera

### Club
Cresciuto nel settore giovanile del Lyngby, ha esordito in prima squadra il 20 marzo 2019 disputando l'incontro di 1. Division vinto 2-0 contro il Silkeborg.

### Nazionale
Ha giocato nelle nazionali giovanili danesi Under-18 ed Under-19.

## Statistiche
Statistiche aggiornate al 22 giugno 2020.

### Presenze e reti nei club
| Stagione        | Squadra         | Campionato      | Campionato | Campionato | Coppe nazionali | Coppe nazionali | Coppe nazionali | Coppe continentali | Coppe continentali | Coppe continentali | Altre coppe | Altre coppe | Altre coppe | Totale | Totale | Totale |
| Stagione        | Squadra         | Comp            | Pres       | Reti       | Comp            | Pres            | Reti            | Comp               | Pres               | Reti               | Comp        | Pres        | Reti        | Pres   | Reti   |        |
| --------------- | --------------- | --------------- | ---------- | ---------- | --------------- | --------------- | --------------- | ------------------ | ------------------ | ------------------ | ----------- | ----------- | ----------- | ------ | ------ | ------ |
| 2018-2019       | Lyngby          | 1D              | 8+2        | 0          | CD              | 0               | 0               |                    | -                  | -                  |             | -           | -           | 10     | 0      |        |
| 2019-2020       | Lyngby          | SL              | 25         | 0          | CD              | 0               | 0               |                    | -                  | -                  |             | -           | -           | 25     | 0      |        |
| Totale carriera | Totale carriera | Totale carriera | 35         | 0          |                 | 0               | 0               |                    | -                  | -                  |             | -           | -           | 35     | 0      |        |